# Bobea sandwicensis
Bobea sandwicensis är en måreväxtart som först beskrevs av Asa Gray, och fick sitt nu gällande namn av Wilhelm B. Hillebrand. Bobea sandwicensis ingår i släktet Bobea och familjen måreväxter. IUCN kategoriserar arten globalt som sårbar.
Artens utbredningsområde är Hawaii. Inga underarter finns listade i Catalogue of Life.